# Indriidae
Indridae é uma família de primatas estrepsirrinos. Os indrídeos estão distribuídos em 3 gêneros e 12 espécies.

## Taxonomia
- Família Indridae
  - Gênero Avahi
    - Avahi betsileo
    - Avahi cleesei
    - Avahi laniger
    - Avahi meridionalis
    - Avahi mooreorum
    - Avahi occidentalis
    - Avahi peyrierasi
    - Avahi unicolor
    - Avahi ramanantsoavani

  - Gênero Indri
    - Indri indri
      - Indri indri indri
      - Indri indri variegatus

  - Gênero Propithecus
    - Propithecus coquereli
    - Propithecus deckenii
      - Propithecus deckenii deckenii
      - Propithecus deckenii coronatus

    - Propithecus diadema
      - Propithecus diadema diadema
      - Propithecus diadema candidus

    - Propithecus edwardsi
    - Propithecus perrieri
    - Propithecus tattersalli
    - Propithecus verreauxi